# Munida tangaroa
Munida tangaroa is een tienpotigensoort uit de familie van de Munididae. De wetenschappelijke naam van de soort is voor het eerst geldig gepubliceerd in 2007 door Ahyong.